# (101429) 1998 VF31
(101429) 1998 VF31 هو كويكب صغير مداره قريب من نقطة L5 من نقاط لاغرانج المريخية في المتوسط يتتبع النقطة بزاوية 60 درجة ومداره مستقر للغاية، وكان يعتقد أصلا أنة مماثل طيفيا لطروادة المريخ الكويكب 5261 يوريكا، مما يشير إلى أن كلاهما كويكبان بدائيان للمريخ. أكتشف الكويكب بواسطة بحث لنكولن عن الكويكبات القريبة من الأرض عام 1998.